# Orlando Miracle
Le Orlando Miracle sono state una squadra della  WNBA con sede a Orlando, in Florida. Hanno iniziato a giocare nella stagione WNBA 1999. Nel 2003 le Miracle si sono trasferite a Uncasville, nel Connecticut, dove sono state rinominate Connecticut Sun. Le Miracle erano la squadra gemella degli Orlando Magic della NBA.

## Record stagione per stagione
| Disputa Playoff | Campione di Conference | Campione WNBA |

| Stagione        | V  | P  | %    | Playoff                              | Risultato                            |
| --------------- | -- | -- | ---- | ------------------------------------ | ------------------------------------ |
| Orlando Miracle |    |    |      |                                      |                                      |
| 1999            | 15 | 17 | 46,9 |                                      |                                      |
| 2000            | 16 | 16 | 50,0 | Perde le semifinali di Conference    | Orlando 0, Cleveland 2               |
| 2001            | 13 | 19 | 40,6 |                                      |                                      |
| 2002            | 16 | 16 | 50,0 |                                      |                                      |
| Play-off        | 6  | 9  | 40,0 | 0 Titoli WNBA 0 Titoli di Conference | 0 Titoli WNBA 0 Titoli di Conference |